# Spiele-Autoren-Zunft
Die Spiele-Autoren-Zunft e. V. (SAZ; international Game Designers Association) ist mit über 600 Mitgliedern die weltweit größte Interessenvertretung für Spieleautoren.

## Ziele
Der Verein vertritt als Interessenverband die Rechte und Interessen der Spieleautoren. Sie fördert Berufsanfänger und setzt sich für eine Stärkung des Kulturguts Spiel in der Gesellschaft ein. Besonderes Interesse hat die Spiele-Autoren-Zunft an der Stärkung der Rechte von Spieleautoren und der Anerkennung des analogen Spiels als Kulturgut in Deutschland. Dafür fordert der Verein die Aufnahme von Spielen in den Sammlungskatalog der Deutschen Nationalbibliothek (DNB) sowie die umsatzsteuerliche Gleichstellung mit Büchern, Filmen, Theater, Musik und anderen Kulturgütern mit einer Absenkung der Umsatz- und Mehrwertsteuer für Spiele von derzeit 19 % auf 7 %.

## Aktivitäten
Der Verein gibt Broschüren namens SAZ-Zeichen  an ihre Mitglieder heraus, in denen wichtige Spieleautorenthemen behandelt werden. Zur internen Information erscheint im mehrmonatigen Abstand der SAZ-Newsletter.
Der Verein informiert mit eigenem Stand auf den Internationalen Spieltagen in Essen, veranstaltet in Kooperation mit der Stadt Göttingen das Göttinger Spieleautorentreffen, präsentiert sich auf der Nürnberger Spielwarenmesse mit der Illustratoren Organisation und dem Deutschen Spielearchiv Nürnberg im SpieleCafé. Außerdem ist der Verein auf der Spielwies’n in München mit einem Stand vertreten.

## Geschichte
Der Verein wurde 1991 mit zwölf Mitgliedern gegründet. Sie ging hervor aus dem jährlichen Spieleautorentreffen, das der Göttinger Spieleautor Reinhold Wittig mit seiner Frau Karin Wittig 1983 ins Leben gerufen hatte. Der SAZ-Gründungsvorstand bestand aus dem 1. Vorsitzenden Hajo Bücken, dem stellvertretenden 2. Vorsitzenden Klaus Teuber sowie Dirk Hanneforth als Schatzmeister.
Seit 1991 sind der Gründer des Göttinger Spieleautorentreffens, Reinhold Wittig, und seit 1996 der Spielerezensent sowie Gründer und ehemalige Leiter des Deutschen Spiele-Archivs, Bernward Thole, Ehrenmitglieder.
Seit 2008 ist der Verein Mitglied im Deutschen Kulturrat/Rat für Soziokultur und kulturelle Bildung und seit 2013 Mitglied der Initiative Urheberrecht.
Im April 2023 hatte der Verein über 600 Mitglieder aus 19 Ländern.

## Vorstandsmitglieder
| Zeitraum  | 1. Vorsitzender              | Stellv. Vorsitzender  | Stellv. Vorsitzender (bis 2015 Schatzmeister)       |
| --------- | ---------------------------- | --------------------- | --------------------------------------------------- |
| 1991–1993 | Hajo Bücken                  | Klaus Teuber          | Dirk Hanneforth                                     |
| 1993–1995 | Wolfgang Riedesser           | Karl-Heinz Schmiel    | Harald Bilz                                         |
| 1995–1997 | Wolfgang Kramer              | Werner Falkhof        | Harald Bilz                                         |
| 1997–1999 | Niek Neuwahl                 | Werner Falkhof        | Harald Bilz                                         |
| 1999–2001 | Reiner Knizia                | Stefanie Rohner       | Jürgen P. K. Grunau                                 |
| 2001–2003 | Peter Lewe                   | Thomas Fackler        | Edith Grein-Böttcher                                |
| 2003–2005 | Alan R. Moon                 | Andrea Meyer          | Anja Wrede                                          |
| 2005–2007 | Marcel-André Casasola Merkle | Jens-Peter Schliemann | Henning Poehl                                       |
| 2007–2009 | Lutz Stepponat               | Reiner Stockhausen    | Henning Poehl                                       |
| 2009–2011 | Friedemann Friese            | Stefan Risthaus       | Christian Beiersdorf                                |
| 2011–2013 | Harald Mücke                 | Michael Feldkötter    | Christian Beiersdorf                                |
| 2013–2015 | Ulrich Blum                  | Hajo Bücken           | Christian Beiersdorf                                |
| 2015–2017 | Marco Teubner                | Hartmut Kommerell     | Christian Beiersdorf *) > ab 10/2015 Arve D. Fühler |
| 2017–2019 | Hartmut Kommerell            | Stefan Kloß           | Markus Hagenauer                                    |
| 2019–2021 | Hartmut Kommerell            | Stefan Kloß           | Markus Hagenauer                                    |
| 2021–2023 | Hartmut Kommerell            | Katrin Abfalter       | Markus Hagenauer                                    |
| 2023–2025 | Hartmut Kommerell            | Rita Modl             | Markus Hagenauer                                    |

*) Christian Beiersdorf hat ab 10/2015 das neu geschaffene Amt des Geschäftsführers übernommen, seit 8/2020 ist er Referent für Urheberthemen und politische Kommunikation. Neuer Geschäftsführer ist seit 8/2020 Hans-Peter Stoll.

## Alex-Medienpreis
Der Alex-Medienpreis war ein mit 1000 Euro dotierter Journalistenpreis des Vereins. Er ist nach dem 2004 verstorbenen Spieleautor und Ehrenzunftmeister Alex Randolph benannt. Mit dem Preis wurden von 2005 bis 2015 Fach-Journalisten geehrt, die durch ihre Arbeit das Erlebnis Spielen und die gesellschaftliche Bedeutung des Spiels – insbesondere des Gesellschaftsspiels – auf verständliche Weise darstellen und einer breiten Öffentlichkeit näher bringen.
Ausgezeichnet wurden Beiträge, die in Zeitungen oder Zeitschriften, im Hörfunk, im Fernsehen oder im Internet (seit 2006) in deutscher Sprache veröffentlicht worden sind. Seit 2016  wird der Preis nicht mehr vergeben.

### Liste der Preisträger
| Jahr | Preisträger                                                      | Prämierter Beitrag |
| ---- | ---------------------------------------------------------------- | --- |
| 2005 | Thilo Mischke                                                    | Artikel Planspiel Ost im GEE Magazin 09/2004 |
| 2006 | (1) Marc Engelhardt, (2) Thilo Mischke und (3) Stefan Olschewski | (1) Internet-Beitrag Spieleautoren empfehlen Spiele am 15. Dezember 2006 auf der Website des NDR, (2) Print-Beitrag Lauschangriff im GEE Magazin 09/2005 und (3) Hörfunk-Beitrag Piratenbucht 2005 auf Radio FLR |
| 2007 | Almut Schnerring und Sascha Verlan                               | Radiofeature Der hungrigste Spieler beginnt – Spiele und ihre Erfinder vom 12. November 2006 (SWR2) |
| 2008 | Stefanie Hiekmann                                                | Interview Soft Skills – Spielen für die Karriere mit Spieleautor Kai Haferkamp, FOCUS Online im November 2007 |
| 2009 | Jörg Köninger                                                    | Videoreview des Spiels Didi Dotter auf www.cliquenabend.de |
| 2010 | Florian Felix Weyh                                               | Radiofeature Bei Halma gibt's keinen Elfmeter im Deutschlandfunk am 22. November 2009 |
| 2011 | Kathrin Hartmann                                                 | Artikel Jugendwahn im Familienmagazin Nido |
| 2012 | Sebastian Wenzel                                                 | Artikel Auferstanden aus Kopien, Spiegel Online im Oktober 2011 |
| 2013 | Max Fiedler (Illustration) & Anne-Katrin Schade (Text)           | Cartoon Wie ein Spiel entsteht, Dein Spiegel 3/2012 |
| 2014 | Jonathan Focke (Redaktion)                                       | Hörfunkbeitrag Die geheimnisvolle Welt des Spielens, WDR 2013 |
| 2015 | Christian Pack (Konzept)                                         | Printreihe Spiel- und Rätselwochen, Mediengruppe Oberfranken 2014 |